# Adiantum glabrum
Adiantum glabrum är en kantbräkenväxtart som beskrevs av Edwin Bingham Copeland. Adiantum glabrum ingår i släktet Adiantum och familjen Pteridaceae. Inga underarter finns listade.